# Schleich (firma)
Schleich is een Duits bedrijf dat speelgoeddieren en kunststofpoppetjes maakt. Het werd in 1935 opgericht door Friedrich Schleich. Het hoofdkantoor is gevestigd in Schwäbisch Gmünd en het heeft vestigingen in Frankrijk, Spanje, Groot-Brittannië, Verenigde Staten en Japan.
In de jaren vijftig was hij begonnen met de ontwikkeling van de Smurfen, Snoopy, The Muppet Show en nog vele andere figuren. In de jaren tachtig begon Schleich met de ontwikkeling van dierenfiguren, zoals boerderijdieren, wilde dieren en dinosauriërs. 
Ook heeft Schleich 'werelden' gemaakt, zoals de wereld van de elfen, de ridderwereld en de indianenwereld. 
Voor het namaken van dieren wint Schleich advies in van ouders, kinderen en biologen. De Schleich-dierenfiguren zijn natuurgetrouw en op schaal. Ze worden met de hand beschilderd.
De dieren zijn een bekend verzamelobject. De Schleich-figuren zijn over de hele wereld te koop. De mallen die bij de productie van de figuren worden gebruikt, worden ook door Schleich gemaakt. De figuurtjes worden niet alleen gemaakt bij de Schleich-fabrieken maar ook bij verschillende productiebedrijven in andere landen, waaronder Portugal, Bosnië, Tunesië en China.